# Straight From The Heart
«Straight From The Heart» es una power ballad interpretada por el 
cantautor canadiense de rock Bryan Adams, Fue publicada en febrero de 1983. Fue el primer sencillo publicado para el álbum Cuts Like a Knife (1983), el cual fue publicado al mes siguiente. 
Podría decirse que esta es una de las canciones más reconocidas y populares de Adams. La canción alcanzó el Top Ten del Billboard Hot 100 y el lugar 10 y 32 del Mainstream Rock Tracks chart. La canción aparece en todos los álbumes de compilación de Adams con excepción de The Best Of Me.
«Straight From The Heart» posee un ritmo de balada.

## Versión de Bonnie Tyler
La cantante galesa Bonnie Tyler grabó la canción para su exitoso álbum de estudio Faster Than the Speed of Night de 1983.